# Peyssies
Peyssies – miejscowość i gmina we Francji, w regionie Oksytania, w departamencie Górna Garonna.
Według danych na rok 1990 gminę zamieszkiwały 333 osoby, a gęstość zaludnienia wynosiła 52 osób/km² (wśród 3020 gmin regionu Midi-Pyrénées Peyssies plasuje się na 734. miejscu pod względem liczby ludności, natomiast pod względem powierzchni na miejscu 1374.).